# Advanta Championships of Philadelphia 1996 - Doppio
Il doppio dell'Advanta Championships of Philadelphia 1996 è stato un torneo di tennis facente parte del WTA Tour 1996.
Lori McNeil e Helena Suková erano le detentrici del titolo, ma solo la McNeil ha partecipato in coppia con Nicole Arendt.
La Arendt e la McNeil hanno perso in finale 6–4, 3–6, 6–3 contro Lisa Raymond e Rennae Stubbs.

## Teste di serie
1. Lindsay Davenport /  Jana Novotná (semifinali)
2. Mary Joe Fernández /  Chanda Rubin (quarti di finale)
3. Gigi Fernández /  Conchita Martínez (primo turno)
4. Nicole Arendt /  Lori McNeil (finale)

## Tabellone

### Legenda
| - Q = Qualificato - WC = Wild card - LL = Lucky loser | - ALT = Alternate - SE = Special Exempt - PR = Protected Ranking | - w/o = Walkover - r = Ritirato - d = Squalificato |